# Stała współpraca strukturalna
Stała współpraca strukturalna w dziedzinie obrony i bezpieczeństwa (ang. permanent structured cooperation, fr. coopération structurée permanente) – mechanizm umożliwiający państwom członkowskim Unii Europejskiej, które spełniają wyższe kryteria zdolności wojskowej oraz zaciągnęły w tej dziedzinie większe zobowiązania, na pogłębioną współpracę w zakresie wspólnej polityki bezpieczeństwa i obrony. Umocowanie i ramy prawne dają jej art. 42 ust. 6 oraz art. 46 Traktatu o Unii Europejskiej oraz Protokół w sprawie stałej współpracy strukturalnej ustanowionej na mocy artykułu 42 Traktatu o Unii Europejskiej (Protokół nr 10).
Przystąpienie do stałej współpracy strukturalnej jest możliwe dla każdego państwa członkowskiego, które zobowiązuje się przystąpić do intensywniejszego zwiększania swych zdolności obronnych (m.in. poprzez udział w działalności Europejskiej Agencji Obrony) oraz posiadają zdolność do zapewnienia wyspecjalizowanych jednostek biorących udział w misjach określoną w art. 1 lit. b Protokołu nr 10.
Państwa pragnące brać udział w stałej współpracy strukturalnej notyfikują swój zamiar Radzie Unii Europejskiej i wysokiemu przedstawicielowi Unii do spraw zagranicznych i polityki bezpieczeństwa. W ciągu trzech miesięcy od notyfikacji Rada UE, stanowiąc większością kwalifikowaną po konsultacji z wysokim przedstawicielem, uchwala decyzję ustanawiającą stałą współpracę strukturalną i określającą listę jej uczestników. Każde państwo, które spełnia kryteria, może dołączyć do stałej współpracy strukturalnej. Musi wówczas notyfikować swój zamiar Radzie UE i wysokiemu przedstawicielowi. Rada UE podejmuje decyzję potwierdzającą udział danego państwa większością kwalifikowaną po konsultacji z wysokim przedstawicielem. W głosowaniu biorą udział jedynie państwa biorące udział w stałej współpracy strukturalnej. W przypadku stwierdzenia, że państwo uczestniczące we współpracy nie spełnia już warunków, uczestnictwo tego państwa może zostać zawieszone. O zawieszeniu decyduje Rada UE większością kwalifikowaną. W głosowaniu biorą udział państwa uczestniczące we współpracy, z wyjątkiem państwa zainteresowanego. Państwo pragnące wystąpić ze współpracy notyfikuje swój zamiar Radzie UE, która przyjmuje do wiadomości, że uczestnictwo danego państwa zakończyło się.
Decyzje inne niż dotyczące potwierdzenia uczestnictwa lub zawieszenia państwa podejmowane są jednomyślnie. Jednomyślność stanowiona jest jedynie głosami państw uczestniczących we współpracy.
Państwa uczestniczące we współpracy zobowiązują się do:
- współpracy w celu osiągnięcia uzgodnionych celów w dotyczące poziomu wydatków inwestycyjnych w zakresie wyposażenia obronnego
- zbliżenia swoich systemów obronnych
- zwiększenia dyspozycyjności, interoperacyjności, elastyczności oraz zdolności do rozmieszczenia sił
- uczestniczyć w głównych wspólnych lub europejskich programach uzbrojenia w ramach Europejskiej Agencji Obrony

Europejska Agencja Obrony przyczynia się do regularnej oceny wkładu państw członkowskich biorących udział w stałej współpracy strukturalnej.
Dzięki stałej współpracy strukturalnej już istniejące europejskie siły wielonarodowe (np. Eurokorpus) jak i inne oddziały, których można użyć w operacjach w ramach wspólnej polityki bezpieczeństwa i obrony, mogłyby zostać objęte patronatem Unii Europejskiej.
Postanowienia traktatowe o stałej współpracy strukturalnej nie są obecnie realizowane ze względu na brak woli państw członkowskich.

## Historia
Początkiem stałej współpracy strukturalnej w dziedzinie obrony i bezpieczeństwa była notyfikacja podpisana 13 listopada 2017 r. Założycielami paktu były: Austria, Belgia, Bułgaria, Chorwacja, Cypr, Czechy, Estonia, Finlandia, Francja, Grecja, Hiszpania, Holandia, Litwa, Luksemburg, Łotwa, Niemcy, Polska, Rumunia, Słowacja, Słowenia, Szwecja, Węgry i Włochy.  pakt państw Europy zawarty w celu rozwijania potencjału obronnego Europy, zobowiązujący państwa członkowskie do systematycznego zwiększania budżetów na obronność i wzmacniania współpracy obronnej między państwami-sygnatariuszami.